# Segunda División Femenina de España 2018-19
La temporada 2018-19 de la Segunda División Femenina de España fue la 18.ª edición del campeonato. Comenzó el 7 de septiembre de 2018 y terminó el 21 de abril de 2019 en su fase regular. Posteriormente se disputó la promoción de ascenso entre el 28 de abril y el 19 de mayo.

## Sistema de competición
Participaron un total de 112 clubes, distribuidos en siete grupos de catorce equipos, según criterios de proximidad geográfica, y uno de ellos, el grupo de Canarias, a su vez se dividió en dos subgrupos de 14 equipos. El torneo se desarrolló en cada grupo por un sistema de liga, en el que jugaron todos contra todos, a doble partido -una en campo propio y otra en campo contrario- siguiendo un calendario previamente establecido por sorteo.
El ganador de un partido obtiene tres puntos, el perdedor cero puntos, y en caso de empate hay un punto para cada equipo. Al término del campeonato, los equipos campeones de cada grupo y el mejor segundo jugaron la promoción de ascenso. Esta promoción estuvo formada por dos grupos de cuatro clubes. De estos ocho equipos, sólo dos ascendieron finalmente a la Primera División Femenina.
Al finalizar la temporada 2018/2019, los 30 equipos mejor clasificados (los cuatro primeros equipos clasificados de cada uno de los siete grupos y los dos mejores quintos), se mantienen en la categoría, junto con los dos descendidos de Primera División, mientras que el resto desciende a Primera nacional.

## Equipos
La composición de los ocho grupos de la Segunda División Femenina fue confirmada en la Asamblea General de la Real Federación Española de Fútbol del 24 de julio de 2018 atendiendo a criterios de proximidad geográfica:
- Grupo I: Equipos de: Galicia (8), Asturias (3) y Cantabria (3).
- Grupo II: Equipos de: País Vasco (8), Navarra (3), La Rioja (2) y parte de Aragón (1).
- Grupo III: Equipos de: Cataluña (10), Islas Baleares (3) y parte de Aragón (1).
- Grupo IV: Equipos de: Andalucía (7), Extremadura (6) y Ceuta (1).
- Grupo V: Equipos de: Comunidad de Madrid (9), Castilla y León (3) y parte de Castilla-La Mancha (2).
- Grupo VI (Tenerife): Equipos de: Santa Cruz de Tenerife (14)
- Grupo VI (Las Palmas): Equipos de: Las Palmas de Gran Canaria (14).
- Grupo VII: Equipos de: Comunidad Valenciana (10), Región de Murcia (3) y parte de Castilla-La Mancha (1).

| Ascienden a categoría superior  | Ascienden a categoría superior | Ascienden a categoría superior | Ascienden a categoría superior | Ascienden a categoría superior |
| Destino                         | Grupo I                        | Grupo II                       | Grupo III                      | Grupo IV                       |
| ------------------------------- | ------------------------------ | ------------------------------ | ------------------------------ | ------------------------------ |
| Primera División Femenina 18-19 |                                | EDF Logroño                    |                                | Málaga CF Femenino             |
| Primera División Femenina 18-19 | Grupo V                        | Grupo VI (Las Palmas)          | Grupo VI (Tenerife)            | Grupo VII                      |
| Primera División Femenina 18-19 |                                |                                |                                |                                |

| Equipos de la temporada 2018-19                    | Equipos de la temporada 2018-19 | Equipos de la temporada 2018-19 | Equipos de la temporada 2018-19 | Equipos de la temporada 2018-19 |
| Procedencia                                        | Grupo I | Grupo II | Grupo III | Grupo IV |
| -------------------------------------------------- | --- | --- | --- | --- |
| Primera División Femenina 17-18                    | | | Zaragoza CFF | Santa Teresa CD |
| Segunda División Femenina 17-18                    | R. Oviedo Deportivo Abanca CD Monte Atlántida de Matamá Racing Femenino Sárdoma CF Victoria CF CD Lugo Sporting Gijón Victoria FC Gijón FF                                                        | Athletic Club F. "B" Eibar Femenino Osasuna Femenino SD San Ignacio Femenino Oiartzun KE Añorga Kke Mulier FCN CD Pradejon Aurrera Vitoria Deportivo Alavés | FC Barcelona "B" CE Seagull UD Collerense RCD Espanyol "B" AEM Lleida CE Europa CF Igualada AD Son Sardina CD Sant Gabriel CF Palleja CF Pardinyes                | Granada Femenino Sporting "B" Extremadura UD CFF Cáceres Córdoba CF Femenino Hispalis ADFB Rambla Fem. CD Pozoalbense CP San Miguel              |
| Categorías regionales de fútbol femenino de España | CDV Valladares CD Oceja Atlético Arousana | Bizkerre CF CD Oliver Berriozar CFF Atlético Revellín | Sant Pere Pescador Mallorca Toppfotball | Málaga CF "B" Castuera CD Luis de Camoens Peña El Valle                                                                                          |
| Procedencia                                        | Grupo V | Grupo VI (Las Palmas) | Grupo VI (Tenerife) | Grupo VII |
| Primera División Femenina 17-18                    | | | | |
| Segunda División Femenina 17-18                    | CD Tacón Atlético de Madrid "B" CD Parquesol Rayo Vallecano "B" Madrid CFF "B" CF Pozuelo Alarcón AD Alhóndiga Dinamo Guadalajara CyD Leonesa F Olímpico de Madrid CD Nuestra Señora FF La Solana | CD Femarguín CD Juan Grande CFS La Garita Unión Viera Las Majoreras UD Las Torres CD Achamán Montaña Alta CD Iregui CD Aguiluchas CD Firgas Yoñé Garita     | UD Tacuense Granadilla "B" Atlético Unión CD Llamoro Tarsa femenino Furia Arona UD S. Antonio Pilar SD Casablanca Añaza Fem AD Sanse Femenino UD Geneto del Teide | SPA Alicante Levante Femenino "B" UD Aldaia Alhama CF CF Joventut Almassora CFF Maritim VCF Femenino "B" Villareal CF Mislata CF A Lorca Féminas |
| Categorías regionales de fútbol femenino de España | Salamanca FF Torrelodones CF | Cardones Vallinámar | Padre Anchieta San Lorenzo Constancia Orotava | CAP Ciudad de Murcia Fund. Albacete "B" Discobolo-La Torre AC Elche CF                                                                           |

| Descienden a categoría inferior                    | Descienden a categoría inferior      | Descienden a categoría inferior | Descienden a categoría inferior                    | Descienden a categoría inferior                                                   |
| Destino                                            | Grupo I                              | Grupo II                        | Grupo III                                          | Grupo IV                                                                          |
| -------------------------------------------------- | ------------------------------------ | ------------------------------- | -------------------------------------------------- | --------------------------------------------------------------------------------- |
| Categorías regionales de fútbol femenino de España | Llanera Femiastur CF Vimenor         | Pauldarrak Zarautz Ardoi        | FC Levante Las Planas Sporting Mahón Peña Ferranca | CD Puerto de la Torre Santa Teresa CD "B" Daimiel Femenino Club Polillas Atlético |
| Categorías regionales de fútbol femenino de España | Grupo V                              | Grupo VI (Las Palmas)           | Grupo VI (Tenerife)                                | Grupo VII                                                                         |
| Categorías regionales de fútbol femenino de España | Fuensalida Vallecas Zamora Amigos D. | Castillo CF                     | Laguna                                             | CFF Albacete Murcia Femenino CD Minerva                                           |

## Clasificaciones

### Grupo I
| Pos. | Equipo                 | Pts. | PJ | G  | E | P  | GF  | GC  | Dif. | Ascenso o clasificación             |
| ---- | ---------------------- | ---- | -- | -- | - | -- | --- | --- | ---- | ----------------------------------- |
| 1    | Deportivo La Coruña    | 76   | 26 | 25 | 1 | 0  | 150 | 13  | +137 | Clasificación a playoffs de ascenso |
| 2    | Oviedo                 | 66   | 26 | 21 | 3 | 2  | 106 | 25  | +81  | Plaza en Segunda División Pro       |
| 3    | Peluquería Mixta Friol | 53   | 26 | 15 | 8 | 3  | 76  | 29  | +47  | Plaza en Segunda División Pro       |
| 4    | Racing Santander       | 51   | 26 | 16 | 3 | 7  | 87  | 31  | +56  | Plaza en Segunda División Pro       |
| 5    | Atlántida Matamá       | 47   | 26 | 14 | 5 | 7  | 60  | 42  | +18  | Plaza en Segunda División Pro       |
| 6    | Sporting Gijón         | 43   | 26 | 13 | 4 | 9  | 67  | 47  | +20  |                                     |
| 7    | Victoria CF            | 38   | 26 | 12 | 2 | 12 | 41  | 47  | −6   |                                     |
| 8    | Victoria FC            | 35   | 26 | 10 | 5 | 11 | 33  | 48  | −15  |                                     |
| 9    | Monte                  | 32   | 26 | 8  | 8 | 10 | 41  | 52  | −11  |                                     |
| 10   | Valladares             | 23   | 26 | 5  | 8 | 13 | 29  | 66  | −37  |                                     |
| 11   | Gijón                  | 19   | 26 | 5  | 4 | 17 | 27  | 85  | −58  |                                     |
| 12   | Sárdoma                | 15   | 26 | 4  | 3 | 19 | 32  | 86  | −54  |                                     |
| 13   | Atlético Arousana      | 9    | 26 | 2  | 3 | 21 | 28  | 124 | −96  |                                     |
| 14   | Oceja                  | 9    | 26 | 2  | 3 | 21 | 26  | 108 | −82  |                                     |

 Fuente: Futbolme.com
Criterios de clasificación: 1) puntos; 2) enfrentamientos directos; 3) goal-average directos; 4) goal-average; 5) goles anotados.

### Grupo II
| Pos. | Equipo            | Pts. | PJ | G  | E | P  | GF | GC  | Dif. | Ascenso o clasificación             |
| ---- | ----------------- | ---- | -- | -- | - | -- | -- | --- | ---- | ----------------------------------- |
| 1    | Osasuna           | 68   | 26 | 22 | 2 | 2  | 84 | 18  | +66  | Clasificación a playoffs de ascenso |
| 2    | Alavés            | 67   | 26 | 21 | 4 | 1  | 84 | 16  | +68  | Plaza en Segunda División Pro       |
| 3    | Eibar             | 65   | 26 | 21 | 2 | 3  | 82 | 25  | +57  | Plaza en Segunda División Pro       |
| 4    | Athletic Bilbao B | 61   | 26 | 19 | 4 | 3  | 82 | 19  | +63  | Plaza en Segunda División Pro       |
| 5    | Añorga            | 39   | 26 | 12 | 3 | 11 | 47 | 42  | +5   |                                     |
| 6    | San Ignacio       | 38   | 26 | 12 | 2 | 12 | 41 | 47  | −6   |                                     |
| 7    | Bizkerre          | 32   | 26 | 9  | 5 | 12 | 38 | 48  | −10  |                                     |
| 8    | Pradejón          | 31   | 26 | 9  | 4 | 13 | 36 | 58  | −22  |                                     |
| 9    | Aurrerá Vitoria   | 29   | 26 | 9  | 2 | 15 | 44 | 59  | −15  |                                     |
| 10   | Oliver            | 26   | 26 | 8  | 2 | 16 | 35 | 60  | −25  |                                     |
| 11   | Berriozar         | 24   | 26 | 7  | 3 | 16 | 33 | 64  | −31  |                                     |
| 12   | Mulier            | 22   | 26 | 6  | 4 | 16 | 22 | 59  | −37  |                                     |
| 13   | Oiartzun          | 17   | 26 | 4  | 5 | 17 | 34 | 66  | −32  |                                     |
| 14   | Atlético Revellín | 6    | 26 | 2  | 0 | 24 | 20 | 101 | −81  |                                     |

 Fuente: Futbolme.com
Criterios de clasificación: 1) puntos; 2) enfrentamientos directos; 3) goal-average directos; 4) goal-average; 5) goles anotados.

### Grupo III
| Pos. | Equipo               | Pts. | PJ | G  | E | P  | GF | GC  | Dif. | Ascenso o clasificación             |
| ---- | -------------------- | ---- | -- | -- | - | -- | -- | --- | ---- | ----------------------------------- |
| 1    | Zaragoza CFF         | 66   | 26 | 21 | 3 | 2  | 54 | 13  | +41  | Clasificación a playoffs de ascenso |
| 2    | Seagull              | 63   | 26 | 20 | 3 | 3  | 55 | 15  | +40  | Plaza en Segunda División Pro       |
| 3    | Barcelona B          | 53   | 26 | 16 | 5 | 5  | 72 | 26  | +46  | Plaza en Segunda División Pro       |
| 4    | AEM                  | 48   | 26 | 15 | 3 | 8  | 55 | 33  | +22  | Plaza en Segunda División Pro       |
| 5    | Collerense           | 48   | 26 | 15 | 3 | 8  | 56 | 32  | +24  | Plaza en Segunda División Pro       |
| 6    | Espanyol B           | 44   | 26 | 13 | 5 | 8  | 61 | 37  | +24  |                                     |
| 7    | Sant Gabriel         | 40   | 26 | 12 | 4 | 10 | 50 | 32  | +18  |                                     |
| 8    | Pardinyes            | 34   | 26 | 9  | 7 | 10 | 36 | 40  | −4   |                                     |
| 9    | Europa               | 31   | 26 | 10 | 1 | 15 | 39 | 50  | −11  |                                     |
| 10   | Igualada             | 30   | 26 | 9  | 3 | 14 | 29 | 39  | −10  |                                     |
| 11   | Son Sardina          | 27   | 26 | 8  | 3 | 15 | 21 | 53  | −32  |                                     |
| 12   | Sant Pere Pescador   | 22   | 26 | 7  | 1 | 18 | 38 | 69  | −31  |                                     |
| 13   | Pallejà              | 13   | 26 | 4  | 1 | 21 | 21 | 57  | −36  |                                     |
| 14   | Mallorca Toppfotball | 6    | 26 | 2  | 0 | 24 | 12 | 103 | −91  |                                     |

 Fuente: Futbolme.com
Criterios de clasificación: 1) puntos; 2) enfrentamientos directos; 3) goal-average directos; 4) goal-average; 5) goles anotados.

### Grupo IV
| Pos. | Equipo              | Pts. | PJ | G  | E | P  | GF  | GC  | Dif. | Ascenso o clasificación             |
| ---- | ------------------- | ---- | -- | -- | - | -- | --- | --- | ---- | ----------------------------------- |
| 1    | Santa Teresa        | 72   | 26 | 23 | 3 | 0  | 100 | 8   | +92  | Clasificación a playoffs de ascenso |
| 2    | Granada             | 71   | 26 | 23 | 2 | 1  | 129 | 4   | +125 | Plaza en Segunda División Pro       |
| 3    | Cáceres             | 56   | 26 | 17 | 5 | 4  | 66  | 24  | +42  | Plaza en Segunda División Pro       |
| 4    | Córdoba             | 55   | 26 | 16 | 7 | 3  | 71  | 26  | +45  | Plaza en Segunda División Pro       |
| 5    | Pozoalbense         | 44   | 26 | 13 | 5 | 8  | 65  | 45  | +20  |                                     |
| 6    | Málaga "B"          | 43   | 26 | 13 | 4 | 9  | 64  | 33  | +31  |                                     |
| 7    | Sporting Huelva "B" | 43   | 26 | 13 | 4 | 9  | 65  | 35  | +30  |                                     |
| 8    | Extremadura         | 36   | 26 | 11 | 3 | 12 | 46  | 47  | −1   |                                     |
| 9    | Híspalis            | 29   | 26 | 9  | 2 | 15 | 35  | 61  | −26  |                                     |
| 10   | La Rambla           | 23   | 26 | 6  | 5 | 15 | 34  | 77  | −43  |                                     |
| 11   | San Miguel          | 17   | 26 | 3  | 8 | 15 | 24  | 64  | −40  |                                     |
| 12   | Castuera            | 17   | 26 | 4  | 5 | 17 | 23  | 69  | −46  |                                     |
| 13   | Luis de Camoens     | 8    | 26 | 2  | 2 | 22 | 16  | 114 | −98  |                                     |
| 14   | Peña El Valle       | 4    | 26 | 1  | 1 | 24 | 7   | 138 | −131 |                                     |

 Fuente: Futbolme.com
Criterios de clasificación: 1) puntos; 2) enfrentamientos directos; 3) goal-average directos; 4) goal-average; 5) goles anotados.

### Grupo V
| Pos. | Equipo                  | Pts. | PJ | G  | E | P  | GF | GC  | Dif. | Ascenso o clasificación             |
| ---- | ----------------------- | ---- | -- | -- | - | -- | -- | --- | ---- | ----------------------------------- |
| 1    | CD Tacón                | 70   | 26 | 22 | 4 | 0  | 74 | 4   | +70  | Clasificación a playoffs de ascenso |
| 2    | Parquesol               | 56   | 26 | 18 | 2 | 6  | 56 | 26  | +30  | Plaza en Segunda División Pro       |
| 3    | Atlético Madrid "B"     | 55   | 26 | 17 | 4 | 5  | 69 | 27  | +42  | Plaza en Segunda División Pro       |
| 4    | Pozuelo de Alarcón      | 49   | 26 | 15 | 4 | 7  | 51 | 18  | +33  | Plaza en Segunda División Pro       |
| 5    | Madrid CFF "B"          | 47   | 26 | 14 | 5 | 7  | 59 | 25  | +34  | Plaza en Segunda División Pro       |
| 6    | Alhóndiga               | 43   | 26 | 13 | 4 | 9  | 39 | 34  | +5   |                                     |
| 7    | Rayo Vallecano "B"      | 42   | 26 | 13 | 3 | 10 | 37 | 33  | +4   |                                     |
| 8    | Torrelodones            | 39   | 26 | 10 | 9 | 7  | 31 | 31  | 0    |                                     |
| 9    | Dinamo Guadalajara      | 37   | 26 | 11 | 4 | 11 | 38 | 35  | +3   |                                     |
| 10   | La Solana               | 25   | 26 | 8  | 1 | 17 | 37 | 51  | −14  |                                     |
| 11   | Olímpico Madrid         | 23   | 26 | 5  | 8 | 13 | 40 | 56  | −16  |                                     |
| 12   | Salamanca FF            | 20   | 26 | 6  | 2 | 18 | 29 | 63  | −34  |                                     |
| 13   | Olímpico León           | 15   | 26 | 5  | 0 | 21 | 29 | 79  | −50  |                                     |
| 14   | Nuestra Señora de Belén | 0    | 26 | 0  | 0 | 26 | 10 | 117 | −107 |                                     |

 Fuente: Futbolme.com
Criterios de clasificación: 1) puntos; 2) enfrentamientos directos; 3) goal-average directos; 4) goal-average; 5) goles anotados.

### Grupo VI

#### Subgrupo de Las Palmas
| Pos. | Equipo                   | Pts. | PJ | G  | E | P  | GF  | GC  | Dif. | Ascenso, clasificación o descenso                                |
| ---- | ------------------------ | ---- | -- | -- | - | -- | --- | --- | ---- | ---------------------------------------------------------------- |
| 1    | Femarguín                | 72   | 26 | 24 | 0 | 2  | 267 | 9   | +258 | Clasificación a la final canaria y plaza en Segunda División Pro |
| 2    | Juan Grande              | 72   | 26 | 24 | 0 | 2  | 267 | 11  | +256 | Clasificación a playoffs de ascenso                              |
| 3    | Unión Viera              | 72   | 26 | 24 | 0 | 2  | 166 | 21  | +145 | Clasificación al playoff por plaza en Segunda División Pro       |
| 4    | Las Majoreras-Guayadeque | 53   | 26 | 17 | 2 | 7  | 76  | 35  | +41  |                                                                  |
| 5    | Las Torres               | 46   | 26 | 15 | 1 | 10 | 70  | 50  | +20  |                                                                  |
| 6    | La Garita                | 42   | 26 | 13 | 3 | 10 | 79  | 64  | +15  |                                                                  |
| 7    | Achamán                  | 38   | 26 | 11 | 5 | 10 | 59  | 58  | +1   |                                                                  |
| 8    | Montaña Alta             | 38   | 26 | 12 | 2 | 12 | 60  | 62  | −2   |                                                                  |
| 9    | Cardones                 | 38   | 26 | 12 | 2 | 12 | 70  | 63  | +7   | Descenso a las ligas Interinsulares                              |
| 10   | Iregui                   | 28   | 26 | 8  | 4 | 14 | 43  | 68  | −25  | Descenso a las ligas Interinsulares                              |
| 11   | Firgas                   | 17   | 26 | 5  | 2 | 19 | 41  | 110 | −69  | Descenso a las ligas Interinsulares                              |
| 12   | Yoñé                     | 10   | 26 | 3  | 1 | 22 | 20  | 169 | −149 | Descenso a las ligas Interinsulares                              |
| 13   | Aguiluchas               | 9    | 26 | 3  | 0 | 23 | 16  | 219 | −203 | Descenso a las ligas Interinsulares                              |
| 14   | Vallinámar               | 0    | 26 | 0  | 0 | 26 | 6   | 310 | −304 | Descenso a las ligas Interinsulares                              |

 Fuente: Futbolme.com
Criterios de clasificación: 1) puntos; 2) enfrentamientos directos; 3) goal-average directos; 4) goal-average; 5) goles anotados.
Notas:
1. 1 2  El partido Juan Grande–Femarguín fue concedido al equipo local 3–0 por alineación indebida. En el terreno acabó 1-4.

#### Subgrupo de Tenerife
| Pos. | Equipo                   | Pts. | PJ | G  | E | P  | GF  | GC  | Dif. | Ascenso, clasificación o descenso                                |
| ---- | ------------------------ | ---- | -- | -- | - | -- | --- | --- | ---- | ---------------------------------------------------------------- |
| 1    | Granadilla "B"           | 78   | 26 | 26 | 0 | 0  | 184 | 4   | +180 | Plaza en Segunda División Pro                                    |
| 2    | Tacuense                 | 72   | 26 | 24 | 0 | 2  | 142 | 11  | +131 | Clasificación a la final canaria y plaza en Segunda División Pro |
| 3    | Atlético Unión de Güímar | 59   | 26 | 19 | 2 | 5  | 94  | 21  | +73  | Clasificación al playoff por plaza en Segunda División Pro       |
| 4    | Llano del Moro           | 55   | 26 | 18 | 1 | 7  | 117 | 36  | +81  |                                                                  |
| 5    | Furia Arona              | 53   | 26 | 17 | 2 | 7  | 103 | 30  | +73  |                                                                  |
| 6    | San Antonio Pilar        | 40   | 26 | 13 | 1 | 12 | 92  | 66  | +26  |                                                                  |
| 7    | Tarsa                    | 39   | 26 | 11 | 6 | 9  | 62  | 46  | +16  |                                                                  |
| 8    | Sanse                    | 36   | 26 | 11 | 3 | 12 | 65  | 72  | −7   |                                                                  |
| 9    | Geneto del Teide         | 27   | 26 | 7  | 6 | 13 | 42  | 54  | −12  | Descenso a las ligas Interinsulares                              |
| 10   | Casablanca               | 26   | 26 | 7  | 5 | 14 | 50  | 89  | −39  | Descenso a las ligas Interinsulares                              |
| 11   | Orotava                  | 14   | 26 | 4  | 2 | 20 | 45  | 73  | −28  | Descenso a las ligas Interinsulares                              |
| 12   | San Lorenzo              | 11   | 26 | 3  | 2 | 21 | 31  | 101 | −70  | Descenso a las ligas Interinsulares                              |
| 13   | Padre Anchieta           | 0    | 26 | 0  | 0 | 26 | 5   | 391 | −386 | Descenso a las ligas Interinsulares                              |
| 14   | Añaza (D)                | 0    | 26 | 5  | 4 | 17 | 40  | 78  | −38  | Descenso a las ligas Interinsulares                              |

 Fuente: Futbolme.com
Criterios de clasificación: 1) puntos; 2) enfrentamientos directos; 3) goal-average directos; 4) goal-average; 5) goles anotados.
Notas:
1. ↑  Descalificado después de no presentarse a dos partidos consecutivos.

#### Final Canaria
El ganador de la Final Canaria se clasificará a la promoción de ascenso a Primera División. Tras la negativa del Granadilla "B", el Tacuense fue aceptado para jugar el play-off.
| Equipo 1 | Agr. | Equipo 2  | Ida | Vuelta |
| -------- | ---- | --------- | --- | ------ |
| Tacuense | 2–8  | Femarguín | 1–5 | 1–3    |

#### Playoff de Ascenso
El ganador obtiene plaza en la Segunda División Pro.
| Equipo 1                 | Agr. | Equipo 2    | Ida | Vuelta |
| ------------------------ | ---- | ----------- | --- | ------ |
| Atlético Unión de Güímar | 2–3  | Unión Viera | 0–0 | 2–3    |

### Grupo VII
| Pos. | Equipo                  | Pts. | PJ | G  | E  | P  | GF | GC  | Dif. | Ascenso o clasificación             |
| ---- | ----------------------- | ---- | -- | -- | -- | -- | -- | --- | ---- | ----------------------------------- |
| 1    | Valencia CF Féminas "B" | 63   | 26 | 20 | 3  | 3  | 83 | 22  | +61  | Plaza en Segunda División Pro       |
| 2    | Alhama CF               | 61   | 26 | 19 | 4  | 3  | 74 | 25  | +49  | Clasificación a playoffs de ascenso |
| 3    | Villarreal CF           | 58   | 26 | 18 | 4  | 4  | 51 | 23  | +28  | Plaza en Segunda División Pro       |
| 4    | Levante UD "B"          | 54   | 26 | 17 | 3  | 6  | 56 | 35  | +21  | Plaza en Segunda División Pro       |
| 5    | Mislata                 | 43   | 26 | 12 | 7  | 7  | 49 | 32  | +17  |                                     |
| 6    | Sporting Plaza de Argel | 40   | 26 | 10 | 10 | 6  | 53 | 26  | +27  |                                     |
| 7    | Lorca FAD               | 39   | 26 | 12 | 3  | 11 | 41 | 40  | +1   |                                     |
| 8    | Aldaia                  | 38   | 26 | 11 | 5  | 10 | 34 | 29  | +5   |                                     |
| 9    | Joventut Almassora      | 38   | 26 | 11 | 5  | 10 | 48 | 51  | −3   |                                     |
| 10   | Elche                   | 31   | 26 | 8  | 7  | 11 | 38 | 46  | −8   |                                     |
| 11   | Marítim                 | 21   | 26 | 5  | 6  | 15 | 27 | 50  | −23  |                                     |
| 12   | Fundación Albacete "B"  | 13   | 26 | 4  | 1  | 21 | 24 | 58  | −34  |                                     |
| 13   | Discóbolo-La Torre      | 12   | 26 | 3  | 3  | 20 | 19 | 66  | −47  |                                     |
| 14   | Ciudad de Murcia        | 4    | 26 | 1  | 1  | 24 | 18 | 112 | −94  |                                     |

 Fuente: Futbolme.com
Criterios de clasificación: 1) puntos; 2) enfrentamientos directos; 3) goal-average directos; 4) goal-average; 5) goles anotados.

## Ranking de los segundos clasificados
| Pos. | Grp. | Equipo      | Pts. | PJ | G  | E | P | GF  | GC | Dif. | Clasificación                          |
| ---- | ---- | ----------- | ---- | -- | -- | - | - | --- | -- | ---- | -------------------------------------- |
| 1    | 6    | Juan Grande | 72   | 26 | 24 | 0 | 2 | 267 | 11 | +256 | Clasificación para playoffs de ascenso |
| 2    | 4    | Granada     | 71   | 26 | 23 | 2 | 1 | 129 | 4  | +125 |                                        |
| 3    | 2    | Alavés      | 67   | 26 | 21 | 4 | 1 | 84  | 16 | +68  |                                        |
| 4    | 1    | Oviedo      | 66   | 26 | 21 | 3 | 2 | 106 | 25 | +81  |                                        |
| 5    | 3    | Seagull     | 63   | 26 | 20 | 3 | 3 | 55  | 15 | +40  |                                        |
| 6    | 7    | Villarreal  | 58   | 26 | 18 | 4 | 4 | 51  | 23 | +28  |                                        |
| 7    | 5    | Parquesol   | 56   | 26 | 18 | 2 | 6 | 56  | 26 | +30  |                                        |

 Fuente: 
Criterios de clasificación: 1) Puntos; 2) Goal-average; 3) Goles anotados.

## Ranking de los quintos clasificados
| Pos. | Grp. | Equipo           | Pts. | PJ | G  | E | P  | GF | GC | Dif. | Ascenso                       |
| ---- | ---- | ---------------- | ---- | -- | -- | - | -- | -- | -- | ---- | ----------------------------- |
| 1    | 3    | Collerense       | 48   | 26 | 15 | 3 | 8  | 56 | 32 | +24  | Plaza en Segunda División Pro |
| 2    | 5    | Madrid CFF "B"   | 47   | 26 | 14 | 5 | 7  | 59 | 25 | +34  | Plaza en Segunda División Pro |
| 3    | 1    | Atlántida Matamá | 47   | 26 | 14 | 5 | 7  | 60 | 42 | +18  | Plaza en Segunda División Pro |
| 4    | 4    | Pozoalbense      | 44   | 26 | 13 | 5 | 8  | 65 | 45 | +20  |                               |
| 5    | 7    | Mislata          | 43   | 26 | 12 | 7 | 7  | 49 | 32 | +17  |                               |
| 6    | 2    | Añorga           | 39   | 26 | 12 | 3 | 11 | 47 | 42 | +5   |                               |

 Fuente: 
Criterios de clasificación: 1) Puntos; 2) Goal-average; 3) Goles anotados.

## Promoción de Ascenso a Primera División
El sorteo fue realizado el 23 de abril de 2019.
|  | Semifinales             | Semifinales  | Semifinales | Semifinales |                  |   | Final | Final | Final | Final |
|  |                         |              |             |             |                  |   |       |       |       |       |
|  | 28 de abril y 5 de mayo |              |             |             |                  |   |       |       |       |       |
|  |                         |              |             |             |                  |   |       |       |       |       |
|  | Alhama CF               | 0            | 1           | 1           |                  |   |       |       |       |       |
|  | Alhama CF               | 0            | 1           | 1           | 12 y 19 de mayo  |   |       |       |       |       |
|  | Deportivo Abanca        | 1            | 5           | 6           |                  |   |       |       |       |       |
|  | Deportivo Abanca        | 1            | 5           | 6           | Deportivo Abanca | 2 | 4     | 6     |       |       |
|  | 28 de abril y 5 de mayo |              |             |             | Deportivo Abanca | 2 | 4     | 6     |       |       |
|  |                         | CD Femarguín | 0           | 1           | 1                |   |       |       |       |       |
|  | CD Femarguín            | CD Femarguín | 0           | 1           | 1                | 2 | 1     | 3     |       |       |
|  | CD Femarguín            |              |             |             |                  | 2 | 1     | 3     |       |       |
|  | Juan Grande CD          | 0            | 2           | 2           |                  |   |       |       |       |       |
|  | Juan Grande CD          | 0            | 2           | 2           |                  |   |       |       |       |       |

|  | Semifinales             | Semifinales | Semifinales | Semifinales |                 |   | Final | Final | Final | Final |
|  |                         |             |             |             |                 |   |       |       |       |       |
|  | 28 de abril y 5 de mayo |             |             |             |                 |   |       |       |       |       |
|  |                         |             |             |             |                 |   |       |       |       |       |
|  | Santa Teresa CD (v.)    | 1           | 1           | 2           |                 |   |       |       |       |       |
|  | Santa Teresa CD (v.)    | 1           | 1           | 2           | 12 y 19 de mayo |   |       |       |       |       |
|  | CA Osasuna Femenino     | 0           | 2           | 2           |                 |   |       |       |       |       |
|  | CA Osasuna Femenino     | 0           | 2           | 2           | Santa Teresa CD | 1 | 0     | 1     |       |       |
|  | 28 de abril y 5 de mayo |             |             |             | Santa Teresa CD | 1 | 0     | 1     |       |       |
|  |                         | CD Tacón    | 0           | 2           | 2               |   |       |       |       |       |
|  | CD Tacón                | CD Tacón    | 0           | 2           | 2               | 1 | 1     | 2     |       |       |
|  | CD Tacón                |             |             |             |                 | 1 | 1     | 2     |       |       |
|  | Zaragoza CFF            | 1           | 0           | 1           |                 |   |       |       |       |       |
|  | Zaragoza CFF            | 1           | 0           | 1           |                 |   |       |       |       |       |